# Sa-nặc

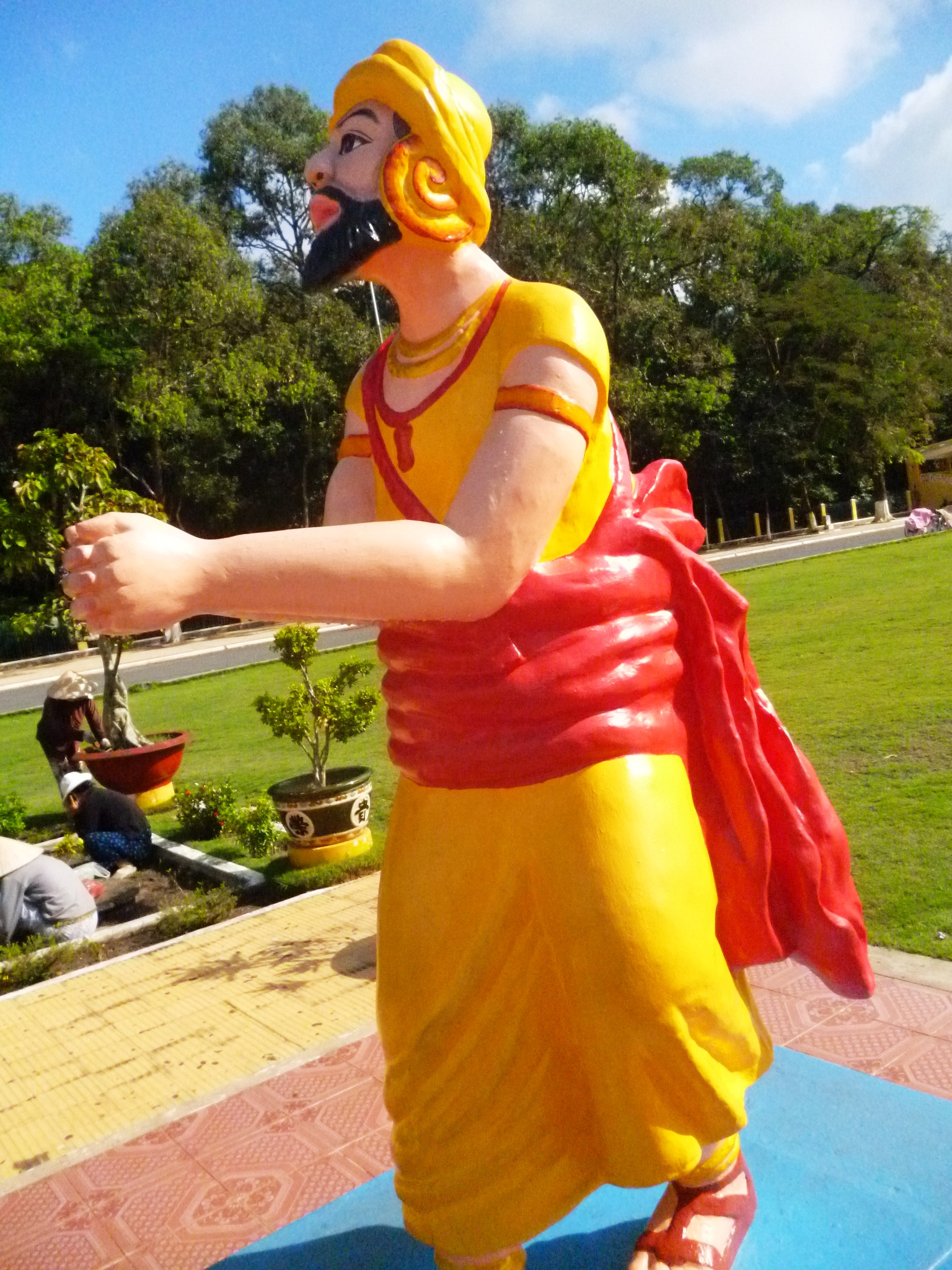
Tượng Sa Nặc tại Tòa Thánh Tây Ninh

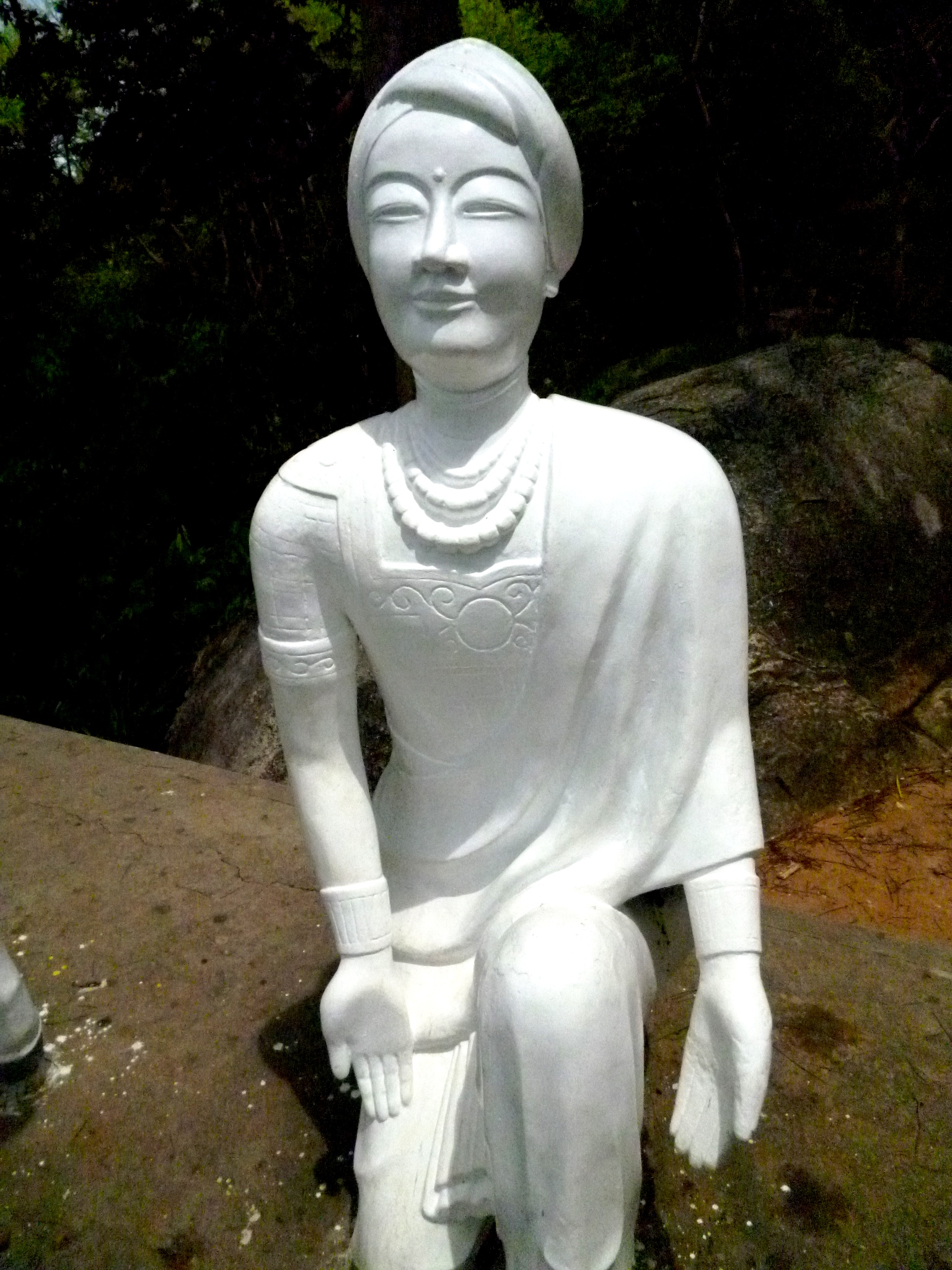
Tượng Xa Nặc tại chùa Thiền Lâm Tự ở Vũng Tàu

Sa-nặc (Channa) hay Xa-nặc (Chandaka) là người hầu cận giữ ngựa (giám mã) và đánh xe ngựa cho Thái tử Tất Đạt Đa ở Hoàng cung vua Tịnh Phạn, sau này trở thành Đại đức trong Tăng đoàn của Phật Thích Ca Mâu Ni. Tuy xuất thân tu giai cấp nô lệ, nhưng Sa Nặc đã được nhắc tới trong kinh điển Phật giáo vì cuộc đời của ông đã gắn bó với cuộc đời đức Phật trong những điển tích quan trọng gồm Du quán tứ môn và Thái tử xuất gia khi đó Đức Phật từ thời gian trai trẻ của thái tử Tất Đạt Đa lúc còn ở hoàng cung Ca Tì La Vệ, cũng như sau ngày Tất Đạt Đa thành đạo và khi về thăm hoàng cung lần thứ nhất ông đã xin Đức Phật quy y đi theo Tăng đoàn. Gia thần Sa-nặc chính là người đầu tiên giải thích cho Thái tử Tất Đạt Đa rằng những cảnh tượng Sinh-Lão-Bệnh-Tử là những cảnh thường tình trong thất thái nhân gian mà ai rồi cũng phải trải qua từ đó tác động sâu sắc đến nhận thức và cảm ngộ của Thái tử. Trong Kinh Pháp Cú (Dhammapada) ở quyển II câu thứ 78, Đức Bổn Sư thuyết ra khi an ngự tại Jetavana đã đề cập đến Đại đức Sa Nặc. Ông đã trở thành đệ tử của Đức Phật và đạt được chứng quả La Hán. Hình tượng Sa-nặc cùng Thái tử Tất Đạt Đa cưỡi con ngựa Kiền Trắc rời hoàng cung và cảnh Thái tử Tất Đạt Đa cắt mái tóc dài để xuất gia lần đầu tiên là một trong tứ cảnh kinh điển thường được trang trí trong các ngôi chùa (Tứ cảnh gồm cảnh Phật đản sinh, cảnh Thái tử xuất gia, cảnh Đức phật chuyển Pháp luân và cảnh Đức phật nhập Niết Bàn). 

## Câu chuyện
Khi Phật chưa xuất gia, còn là Thái tử Tất Đạt Đa (Sidharta) thì vào năm 29 tuổi, vào một đêm khuya Thái tử đã rời hoàng cung vua cha ra đi với Xa Nặc và con ngựa Kiền Trắc (Kanthaka). Vua có ra lịnh riêng cho Xa-nặc rằng khi nào Thái tử sai thắng ngựa một cách bất thường thì chẳng đặng vâng theo và phải báo cho Đức vua biết. Song, một đêm khi Thái tử đến kêu Xa-nặc bảo bắt yên cương sẵn sàng cho con ngựa kiền Trắc thì tuy Xa-nặc nhớ lời Đức vua dặn nhưng do bị tác động từ Thái tử nên đã quên lời dặn của vua Tịnh Phạn, liền chạy vào tàu ngựa, thắng yên cương con tuấn mã, rồi dẫn ngựa ra giao cho Thái tử và đưa Thái tử ra khỏi hoàng thành. Thái tử và Xa-nặc rời khỏi cung điện, họ lặng yên phóng ngựa đi trong đêm tối đi thật xa vượt qua con sông Anoma. Khi mặt trời vừa mọc, họ đã tới cánh rừng yên tĩnh, nơi có rất nhiều đạo sĩ ẩn tu nhằm mùng 8 tháng 2 âm lịch (sau này là ngày lễ kỷ niệm Phật xuất gia), lúc này Thái tử phát nguyện: "Nếu ta không chinh phục được tất cả khổ đau, ta sẽ không trở lại thành phố Ca-tỳ-la-vệ". Thái tử nói với Xa-nặc giờ là lúc ngươi và con ngựa trở về cung điện, Thái tử hiểu được nỗi buồn của Xa-nặc và an ủi giao cầm những báu vật đang đeo, giao chúng trở lại hoàng cung để thưa chuyện với vua cha việc ông phải ra đi khám phá ra được con đường chấm dứt tất cả khổ đau. Thái tử rút gươm ra và cắt mớ tóc dài của mình trao cho Xa-nặc cùng với các đồ trang sức quý báu, bảo đem về cho vợ của Thái tử là Da-du-đà-la. Xa-nặc thắng ngựa chầm chậm từ giã thái tử để về tới Ca-tỳ-la-vệ. Xa-nặc đã kể lại với mọi người là thái tử Tất-đạt-đa đã từ bỏ cuộc sống hoàng gia.